# João Cabral
João Cabral (Celorico da Beira, 1599 - 1669) was een Portugees jezuïet missionaris en ontdekkingsreiziger.
In 1615 sloot hij zich aan bij de jezuïeten en in 1624 reisde hij af naar de Indiase gebieden van Portugal.
In 1626 reisde Cabral samen met Estêvão Cacella en nog een jezuïtische priester van Kochi naar Bengalen, waar ze zes maanden verbleven om zich voor te bereiden op een reis door Bhutan. Ze waren in 1627 hiermee de eerste Europeanen in Bhutan. Het jaar erop was hij de eerste Europeaan die het aangrenzende Nepal bezocht.
Cacella reisde verder naar Tibet en kwam in november 1627 aan in Shigatse; Cabral volgde hem in 1628. Hier zetten ze samen een missie op die maar tot 1630 zou duren, omdat Cacella toen overleed.